# Puegnago del Garda
Puegnago del Garda (Puegnàch in dialetto gardesano) è un comune italiano di 3 468 abitanti della provincia di Brescia in Lombardia.

## Geografia fisica
La cittadina è localizzata nell'anfiteatro naturale delle Colline Moreniche della Valtenesi; molto ricca di prati e boschi e soleggiata, offre panorami sul lago e sul monte Baldo.

## Storia
Come testimoniano i reperti archeologici e la presenza di palafitte rinvenute presso i laghi di Sovenigo, la località fu abitata sin dall'età del bronzo. Il nome sembra derivi dal latino di persona Popinius, (da cui Popiniacus e il toponimo medievale Puviniaco); all'epoca romana (primo secolo A.C.) risalgono le vestigia di una villa romana rinvenute nel 1971 e, secondo testimonianze del X secolo, sembra fosse stato eretto anche un tempio dedicato alla dea Vittoria.
Durante il X secolo gli abitanti edificarono un fortilizio dalla pianta irregolare vagamente esagonale al fine di fronteggiare le incursioni di popolazioni nordiche, particolarmente di origine ungarica. Dotato di torri, una di esse fu trasformata nell'attuale torre campanaria.
Passò nel Quattrocento dalla signoria dei Visconti al dominio della repubblica di Venezia, fino all'occupazione napoleonica e poi austriaca. Seguì poi le vicende storiche successive all'unità d'Italia.
Interessante costruzione il Castello di Puegnago del Garda.

### Simboli
Il gonfalone è un drappo di azzurro.
L'antico stemma di Puegnago, in uso fino all'arrivo di Napoleone nel 1796, raffigurava un giglio riprendendo la simbologia di parte guelfa. Nel fregio ottocentesco della Loggia della Magnifica Patria a Salò, tra gli stemmi dei comuni della Riviera l'emblema di Puegnago presenta ancora uno scudo d'oro con il caratteristico giglio fiorentino d'argento posto sopra la scritta semicircolare "Puveniacus", giglio che si differenzia dal giglio araldico o "di Francia" per una forma più elaborata e naturalistica con la presenza degli stami ai lati. Lo stemma venne in seguito modificato in quello attualmente dove la parte superiore del giglio originale è stata erroneamente interpretata come tre gigli naturali fioriti, mentre la parte inferiore, il piede del giglio al di sotto del rettangolo della scritta, ha mantenuto la sua connotazione prettamente araldica.
A Puegnago nel 1928 veniva aggregato anche il comune di Raffa il cui scudo raffigurava una losanga con all'interno tre cerchi posti 1, 2 e alla loro base la lettera maiuscola R.

## Monumenti e luoghi d'interesse

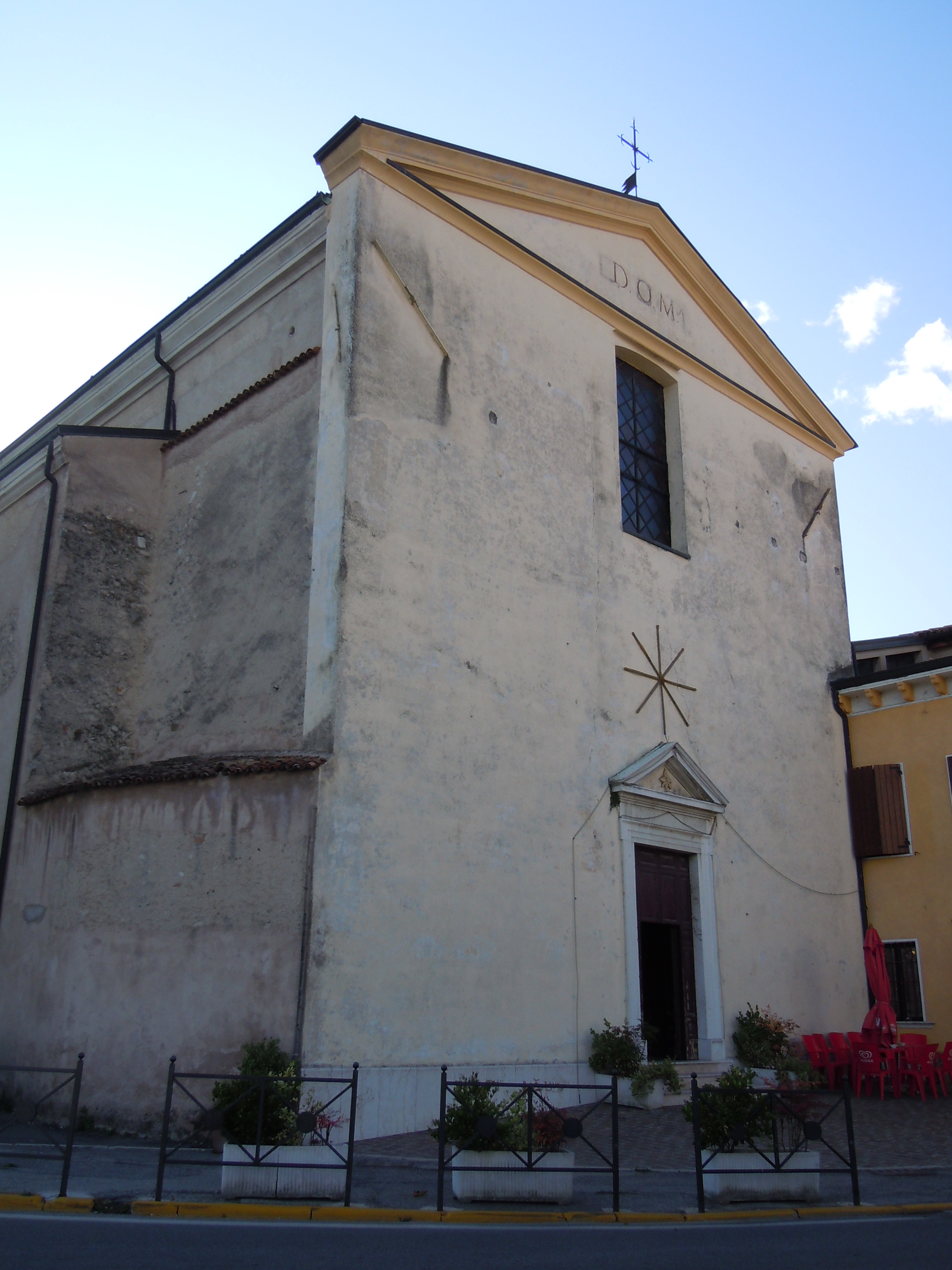
Chiesa parrocchiale

Negli antichi borghi non mancano preziose opere d'arte e particolari angoli suggestivi: a Castello spicca l'ottocentesca Torre campanaria (1827), circondata dal castello con torri rettangolari ai lati. Le mura di cinta seguono la forma irregolare del cocuzzolo sul quale sono state erette.
Tra le rilevanze storico-architettoniche figurano la parrocchiale di San Michele Arcangelo, degli inizi del '600, che custodisce una Via Crucis di Antonio Dusi, e la chiesa della Madonna della Neve, edificata sul finire dell'Ottocento.
Del territorio comunale fa parte l'oasi naturalistica dei Laghi di Sovenigo, tre specchi d'acqua di origine intramorenica; nel più grande di essi è caratteristica, in luglio e agosto, la fioritura dei fiori di loto, importati, secondo la tradizione, dal Giappone.

## Società

### Evoluzione demografica
Abitanti censiti

## Cultura

### Enogastronomia
La cucina tipica si avvale dell'olio extra vergine di oliva D.O.P. (un tipo di olio lombardo) e dei vini D.O.C. di questi luoghi, di cui il “Groppello” è l'emblema. In estate una fiera è dedicata a queste eccellenze; una vivanda tradizionale è rappresentata dagli gnocchi di Puegnago, a base di pane ed aromatizzati al basilico, vengono serviti in salsa di pomodoro.

## Geografia antropica
Il Comune si compone di sei frazioni: Castello, Mura, Palude, Monteacuto, Raffa e San Quirico. Castello è un la frazione centrale perché sede del Municipio e della Parrocchia; della Biblioteca comunale, dell'Ufficio Postale e del Dispensario farmaceutico. Vi si trovano anche una Scuola Materna privata ed un ambulatorio medico.

## Amministrazione
| Periodo        | Periodo        | Primo cittadino       | Partito                           | Carica  | Note |
| -------------- | -------------- | --------------------- | --------------------------------- | ------- | ---- |
| 25 maggio 1985 | 24 aprile 1995 | Adelio Zanelli        | PCI/PDS                           | Sindaco |      |
| 24 aprile 1995 | 14 giugno 1999 | Sergio Leali          | L'Ulivo                           | Sindaco |      |
| 14 giugno 1999 | 8 giugno 2009  | Gianfranco Comincioli | Casa delle Libertà                | Sindaco |      |
| 8 giugno 2009  | 26 maggio 2019 | Adelio Zeni           | Il Popolo della Libertà-Lega Nord | Sindaco |      |
| 26 maggio 2019 | in carica      | Silvano Zanelli       | Forza Italia-Lega Nord            | Sindaco |      |